# Adewale Akinnuoye-Agbaje
Adewale Akinnuoye-Agbaje, né à Islington à Londres le 22 août 1967, est un comédien britannique d'origine nigériane. Il a une maîtrise en droit. Avant de devenir acteur, il a été mannequin.

## Filmographie

### Cinéma
- 1995 : Delta of Venus de Zalman King : Le médium
- 1995 : Congo de Frank Marshall : Kahega
- 1995 : Ace Ventura en Afrique de Steve Oedekerk : Hitu
- 1998 : Légionnaire de Peter MacDonald : Luther
- 2001 : Le Retour de la momie de Stephen Sommers : Lock-Nah
- 2002 : La Mémoire dans la peau de Doug Liman : Nykwana Wombosi
- 2005 : Réussir ou mourir de Jim Sheridan : Majestic
- 2005 : The Mistress of Spices de Gurinder Chadha : Kwesi
- 2009 : G.I. Joe : Le Réveil du Cobra de Stephen Sommers : Heavy Duty
- 2010 : Faster de George Tillman Jr : L'évangéliste
- 2011 : The Thing de Matthijs van Heijningen Jr. : Derek Jameson
- 2011 : Killer Elite de Gary McKendry : Agent
- 2012 : Les Pirates ! Bons à rien, mauvais en tout (The Pirates! Band of Misfits) de Peter Lord et Jeff Newitt : Hastings Jambe-de-bois (voix)
- 2012 : Du plomb dans la tête (Bullet to the Head) de Walter Hill : Morel
- 2013 : Thor : Le Monde des ténèbres (Thor: The Dark World) d'Alan Taylor : Algrim / Kurse
- 2014 : Pompéi (Pompeii) de Paul W. S. Anderson : Atticus
- 2014 : Annie de Will Gluck : Nash
- 2015 : Dalton Trumbo (Trumbo) de Jay Roach : Virgil Brooks
- 2015 : Seul contre tous (Concussion) de Peter Landesman : Dave Duerson
- 2016 : Suicide Squad de David Ayer : Killer Croc
- 2017 : Wetlands d'Emanuele Della Valle : Babel 'Babs' Johnson
- 2022 : Marlowe de Neil Jordan : Cedric
- 2024 : The Union de Julian Farino : Frank Preiffer

### Télévision
- 1997 - 2000 : Oz : Simon Adebisi
- 1997 : Vingt mille lieues sous les mers (20000 Leagues under the sea) de Rod Hardy : Cabe Attucks
- 2004 : Indestructible (Unstoppable) de David Carson : Agent Junod
- 2005 - 2007 : Lost : Les Disparus : Monsieur Eko
- 2009 : Monk (Saison 8, épisode 2) : Samuel Waingaya
- 2011 : Strike back (Saison 2, épisodes 5; 6) : Tahir
- 2012 : Hunted : Deacon Crane
- 2015 : Game of Thrones (Saison 5, épisodes 6 et 7) : Malko
- 2015 : American Odyssey (Saison 1) : Frank Majors
- 2017 : Pharmacy Road (Tour de Pharmacy) de Jake Szymanski : Olusegun Okorocha
- 2019 : The Fix (Saison 1): Sevvy Johnson
- 2022 : His Dark Materials : À la croisée des mondes (saison 3) : Général Ogunwe

## Voix françaises
| - Frantz Confiac dans : - La Mémoire dans la peau - Réussir ou Mourir - G.I. Joe : Le Réveil du Cobra - Faster - The Thing - Annie - Seul contre tous - Suicide Squad - Raiponce, la série (série télévisée d'animation) - Marlowe - The Union - Jean-Paul Pitolin dans : - Légionnaire - Lost : Les Disparus (série télévisée) - Killer Elite - Hunted (série télévisée) - American Odyssey (série télévisée) - Ten Days in the Valley (série télévisée) | - Daniel Lobé dans : - Du plomb dans la tête - Pompéi - The Fix (série télévisée) et aussi - Philippe Catoire dans Oz (série télévisée) - Emmanuel Gomès Dekset dans Congo - Pascal Renwick (*1954 - 2006) dans Vingt Mille Lieues sous les mers - Thierry Desroses dans Le Retour de la momie |